# August Derleth
August William Derleth (Sauk City, Wisconsin, 24 de febrero de 1909-4 de julio de 1971) fue un escritor y antologista estadounidense perteneciente al Círculo de Lovecraft. Aunque conocido por haber sido el primer editor de los escritos de H.P. Lovecraft y por su propia contribución a los Mitos de Cthulhu, así como por haber sido el fundador de la editorial Arkham House, Derleth también fue un escritor regionalista americano, así como un prolífico autor en diversos géneros, incluyendo ficción histórica, poesía, novela negra, ciencia ficción y biografía.
Becado en 1938 con una beca Guggenheim, Derleth consideraba la ambiciosa Sac Prairie Saga como su trabajo más serio. Esta consiste en una serie de ficción, ficción histórica, poesía y trabajos naturalistas de no ficción destinados a conmemorar la vida en el Wisconsin que él conoció. Derleth puede ser considerado como un naturalista y conservacionista pionero por sus escritos.

## Biografía
Hijo de William Julius Derleth y de Rose Louise Volk, Derleth creció en Sauk City, Wisconsin. Fue educado en una escuela parroquial y en un instituto público. Escribió su primera obra de ficción a los 13 años. Estaba muy interesado en la lectura, y visitaba la biblioteca pública tres veces por semana. Ahorraba para comprar libros (su biblioteca personal acabaría excediendo los 12.000 volúmenes). Algunas de sus principales influencias serían los ensayos de Ralph Waldo Emerson; Walt Whitman; The American Mercury de H. L. Mencken; La Historia de Rasselas, Príncipe de Abisinia, de  Samuel Johnson; Alejandro Dumas, Edgar Allan Poe, Walter Scott, y Walden, de Henry David Thoreau.
Cuarenta historias rechazadas y tres años después, según el antologista Jim Stephens, vendió su primera historia, El campanario de los murciélagos, a Weird Tales.  Derleth continuó escribiendo durante sus cuatro años en la Universidad de Wisconsin, donde obtuvo un título de grado en 1930. Durante ese tiempo trabajó brevemente como editor asociado del Mystic Magazine, de Mineápolis.
Como resultado de sus primeros trabajos en la Sac Prairie Saga, Derleth fue premiado con la prestigiosa beca Guggenheim; sus patrocinadores fueron Helen C. White, el novelista ganador de un Premio Nobel Sinclair Lewis y el poeta Edgar Lee Masters.
En 1939 fundó con su viejo amigo Donald Wandrei, la editorial Arkham House. Su objetivo inicial era publicar las obras de H. P. Lovecraft, con el que había mantenido correspondencia desde su adolescencia. Al mismo tiempo comenzó a impartir clases de literatura regional americana en la Universidad de Wisconsin.
En 1941 fue nombrado editor literario de The Capital Times de Madison, un puesto que conservaría hasta su renuncia en 1960. Sus aficiones abarcaban la esgrima, la natación, ajedrez, filatelia y las tiras cómicas (Derleth supuestamente utilizó el importe de su beca Guggenheim para encuadernar su colección de cómics, recientemente valorada en un millón de dólares, en vez de viajar al extranjero como se esperaba). Su verdadera pasión, sin embargo, era caminar por los campos de su Wisconsin natal, observando la naturaleza con mirada experta.

## Arkham House y los Mitos de Cthulhu
Derleth fue amigo de H.P. Lovecraft, con quien mantuvo correspondencia (cuando Lovecraft escribía en su ficción acerca del “Conde d’Erlette", era un homenaje a él). Inventó el término “Mitos de Cthulhu” para describir el universo de ficción de la serie de historias compartida por Lovecraft y otros escritores de su círculo.
Cuando Lovecraft murió en 1937, Derleth y Donald Wandrei reunieron una colección de relatos de Lovecraft  y trataron de publicarlos. Las editoriales mostraron poco interés, así que Derleth y Wandrei fundaron Arkham House en 1939 con ese propósito. El nombre de la editorial proviene de la ciudad imaginaria de Arkham, Massachusetts, que aparece como escenario de muchas de las historias de Lovecraft. En 1939 Arkham House publicó El extraño y otros relatos, una gran colección que contenía la mayoría de las historias conocidas de Lovecraft. Derleth y Wandrei no tardaron en expandir Arkham House e iniciaron un programa de publicación regular tras su segundo libro, Alguien en la oscuridad, una colección de relatos de terror de Derleth que apareció en 1941.
Con posterioridad a la muerte de Lovecraft, Derleth escribió una serie de historias basadas en fragmentos y notas del maestro. Fueron publicadas en Weird Tales y posteriormente en forma de libro, bajo la firma de “H.P. Lovecraft y August Derleth”, con Derleth como «colaborador póstumo». Esta práctica levantó objeciones en algunos sectores, según los cuales Derleth usó el nombre de Lovecraft con fines comerciales para lo que esencialmente era su propia ficción; S. T. Joshi —autor de la quizá mejor biografía de Lovecraft y estudioso de su obra y sus epígonos— dice de las “colaboraciones póstumas” que marcan el inicio de la «fase quizá menos respetable de las actividades de Derleth».

## El universo de Lovecraft según Derleth
August Derleth haría su aportación a los mitos, introduciendo a los llamados por él Dioses arquetípicos en contraposición de los Dioses Primigenios catalogados por él mismo y que fueran inventados en su mayoría por H. P. Lovecraft.
Según la mayoría de los críticos literarios que se han interesado por estudiar este tema, hay un factor fundamental que diferencia la literatura de horror de Derleth como continuación de la de Lovecraft: la introducción en los Mitos de Cthulhu del maniqueísmo, totalmente ausente en la obra de Lovecraft, fundador del horror cósmico. Así, se define una lucha perpetua entre el Bien, representado por los Dioses Arquetípicos ideados por él (y de los que sólo se conoce a Nodens, "Señor del Gran Abismo", que aparece fugazmente en El testimonio de Randolph Carter ), y el Mal, representado por los Primigenios.
En Derleth se da una reproducción de su propia visión cristiana, en contraposición al ateísmo de Lovecraft y a su representación de un universo amoral, más allá del bien y del mal.
Son muchos los autores y estudiosos de H. P. Lovecraft que se muestran insatisfechos con la misma invención del término “Mitos de Cthulhu” hecha por Derleth (Lovecraft mismo utilizaba el término Yog-Sothotería) así como con la visión maniquea reflejo de su propia visión del mundo cristiana. No obstante Robert M. Price señala que pese a que las historias de Lovecraft y Derleth difieren en el uso de este de la esperanza (frente a la desesperanza vital de Lovecraft) y de la lucha del bien y el mal, las bases de la sistematización emprendida por Derleth se puede hallar ya en Lovecraft. Sugiere también que las diferencias entre ambos pueden haber sido sobredimensionadas:

«Derleth era más optimista que Lovecraft en su concepción de los Mitos, pero estamos tratando con una diferencia más de cantidad que de calidad. Es un hecho que hay historias en las que el protagonista de Derleth sale ileso (como "The Shadow in the Attic", "Witches' Hollow", o "The Shuttered Room"), pero a menudo el héroe está condenado (por ejemplo, "The House in the Valley", "The Peabody Heritage", "Something in Wood"), como en Lovecraft. Y debe recordarse que ocasionalmente el héroe lovecraftiano se las arregla para sobreponerse a su destino, como en “El horror en el museo”, “La casa evitada” o El caso de Charles Dexter Ward.«
Robert M. Price

No obstante, sigue presente la idea de que en los escritos de Derleth los mismos seres lovecraftianos fueron recreados (Derleth pasa a llamarlos "dioses primigenios") en contraposición a nuevos dioses (dioses arquetípicos), incorporando así un factor moral ausente en la obra original de Lovecraft: los dioses se transforman en "buenos" o "malos" de acuerdo a criterios claramente mortales o diferentes a la oculta moralidad extraterrestre que caracterizaba a los monstruos de Lovecraft. Precisamente por esta diferencia, en Lovecraft quizás sea más acertado hablar de "monstruos extraterrestres extradimensionales" por su carácter amoral (con una moral no humana), y en Derleth de "dioses" (por compartir, pese a su poder, la moralidad de la humanidad).
August Derleth sería bautizado dentro de la mitología de Lovecraft como el conde d'Erlette.